# Церковные тоны

Звукоряды церковных тонов. Римскими цифрами показаны (оригинальные) порядковые номера, бревисами — финалисы, половинными нотными головками — реперкуссы. В скобках указаны альтернативные (также оригинальные) имена тонов — в форме грецизмов с дополнительным указанием на автентическую или плагальную разновидность лада. Примечание. В древнейших средневековых рукописях реперкусса третьего тона — си (а не до, как показано на схеме)

Церковные тоны (от нем. Kirchentöne), или церковные лады (нем. Kirchentonarten, Modi; англ. church modes, или просто англ. modes; фр. modes ecclésiastiques; лат. modi ecclesiastici) — система диатонических октавных модальных ладов, лежащих в основе григорианского хорала. Обзор категорий и функций церковных тонов см. в статье Модальность.

## Исторический очерк
Как теоретическая система, церковные тоны были впервые описаны в ряде музыкальных трактатов эпохи Каролингского Возрождения (IX в.) — «Alia musica» (анонимном), «Musica» Хукбальда Сент-Аманского, «Musica disciplina» Аврелиана из Реоме, «Учебник музыки» (Musica enchiriadis) и «Схолии к учебнику музыки» (Scolica enchiriadis) Псевдо-Хукбальда. Учение о церковных тонах приобрело в Средние века стабильный «канонический» характер (анонимный автор «Диалога о музыке», известный как Псевдо-Одо, Гвидо Аретинский, Иоанн Коттон, Иероним Моравский, Якоб Льежский и мн. др.). Теория музыки вплоть до XVII века (наиболее известны расширения модальной теории Глареана и Царлино) описывала современную ей церковную полифонию (мессы, мотеты, фобурдоны, инструментальные обработки григорианики и др.) как фактурный вариант монодических церковных ладов, несмотря на новое качество звуковысотной системы самой музыки, в которой значение одних «старых» категорий (иниций, амбитус, мелодическая формула) практически нивелировалось, а другие категории (реперкусса, финалис) были переосмыслены в соответствии с новым качеством системы.
В России до революции и в первые десятилетия после неё о музыке, подчиняющейся системе церковных ладов, говорили, что она написана «в ладах» (без функционального — «культового» — уточнения).

## Терминология
Для обозначения церковного лада старинные учёные музыканты использовали термины, предложенные ещё Боэцием (VI в.) как синонимы: tonus, modus и tropus. Хукбальд предпочитает tonus, анонимный автор Scolica enchiriadis — modus. Гвидо Аретинский в раннем «Микрологе» использует tropus и modus, в позднем «Послании» предпочитает modus. Автор «Диалога о музыке» (так называемый Псевдо-Одо) употребляет tonus и modus на равных. Вильгельм из Хирзау предпочитает tropus. Наконец, были и такие (как аноним Alia musica), которые не проводили различия между всеми тремя терминами (т. е. на манер Боэция). В целом в средневековых трактатах tropus встречается значительно реже, чем modus и tonus — возможно, в связи с тем что с X в. термин троп приобрёл новое значение.
В обиходных певческих книгах католиков, в средневековых тонариях, в сочинениях ренессансной и барочной авторской (преимущественно церковной) музыки лады обозначались латинскими числительными, «порядковыми номерами». Соответственно, так на эти сочинения по сей день и принято ссылаться, например, «Магнификат восьмого тона», «тракт второго тона» и т. д.
В трактатах о музыке и в тонариях, помимо описанной цифровой системы обозначений, существовала альтернативная «цифровка» ладов. В ней отражено представление об автентическом и плагальном ладах как разновидностях (наклонениях) единого лада. Таким образом теоретики описывали не восемь ладов, а четыре лада, в каждом из которых регистрировали две разновидности. При этом названия четырёх «единых» ладов стилизовались на греческий манер: прот (protus, буквально «первый»; охватывает первый и второй тоны в «латинской» терминологии), девтер (deuterus, «второй»; охватывает третий и четвёртый), трит (tritus, «третий»; охватывает пятый и шестой) и тетрард (tetrardus, «четвёртый»; охватывает седьмой и восьмой «латинские»). См. нотный пример.
Наконец, по аналогии с греческой (преимущественно, в латинском пересказе Боэция) традицией, церковные лады описывались греческими этнонимами и прилагательными, производными от этих этнонимов. В этой терминологии первый тон назывался дорийским (dorius), второй гиподорийским (hypodorius), третий фригийским (phrygius), четвёртый гипофригийским (hypophrygius), пятый лидийским (lydius), шестой гиполидийским (hypolydius), седьмой миксолидийским (mixolydius), восьмой гипомиксолидийским (hypomixolydius). В XVI веке к этому канону Глареан добавил эолийский и гипоэолийский (в его классификации — девятый и десятый), а также ионийский и гипоионийский (одиннадцатый и двенадцатый). «Этнические» термины для церковных ладов были явной данью античной традиции и (по крайней мере, в средневековых трактатах) для ладовой атрибуции григорианских распевов и их многоголосных обработок не применялись.

## Церковный тон и псалмовый тон
Церковный тон следует отличать от псалмового тона, то есть мелодической схемы распева псалма и библейской песни (наиболее употребительные молитвословные тексты в западно-христианской литургии). Псалмовый тон более древний, чем церковный тон, по этой причине в нём нет полного набора ладовых категорий и функций (звукоряд, финалис, реперкусса, мелодическая формула, реперкуссия и т.д.), типичных для развитой григорианской мелодики. Общим для церковного тона и псалмового тона является принадлежность к модальной монодико-ладовой системе.

## Этос
Подобно другим модальным системам (например, в древнегреческой музыке) систему церковных тонов иногда — особенно в конце Средних веков (например, у Адама Фульдского, Рамоса де Парехи и у Тинкториса) и в эпоху Возрождения — теоретики музыки представляли не только как композиционно-техническую, но и как этическую. Лады описывались специфическими эпитетами («сладостный», «чувственный», «щебечущий», «мрачный» и т.п.) и метафорами как музыкальные сущности, воплощающие те или иные аффекты. Однако этические характеристики церковных тонов не были стабильными, менялись от одного теоретического описания к другому. Примеры таких характеристик можно найти (помимо названных) у Гвидо Аретинского (начало XI века), Иоанна Коттона (около 1100), Иоанна Коклея («Музыкальный тетрахорд», 1512), Генриха Глареана (1547), Германа Финка (1556), Галла Дресслера (1591), Зета Кальвизия (1592) и других. Одно из наиболее известных описаний аффектов отдельных церковных тонов — в «Трактате о природе и познании всех тонов многоголосной музыки» Пьетро Арона (1525). 
Об условности этоса монодических ладов свидетельствует общеизвестный факт: в IX веке в анонимном трактате «Alia musica» звукоряды древнегреческих ладов (выводившихся из видов октавы) и церковных тонов были перепутаны. Ошибка была связана с неправильной интерпретацией безымянным автором видов октавы у Боэция (описывавшего в своём трактате «Основы музыки» греческую систему ладов). Таким образом, этические характеристики греческих и средневековых музыкантов, относящиеся к одному термину (например, фригийскому ладу), принадлежат на самом деле к разным звукорядам и (соответственно) разным свойствам основанных на этих звукорядах ладов:
| звукоряд             | церковный лад (тон)           | греческий лад (вид октавы) |
| -------------------- | ----------------------------- | -------------------------- |
| g-a-h-c'-d'-e'-f'-g' | миксолидийский (тон VII)      | гипофригийский             |
| f-g-a-h-c'-d'-e'-f'  | лидийский (тон V)             | гиполидийский              |
| e-f-g-a-h-c'-d'-e'   | фригийский (тон III)          | дорийский                  |
| d-e-f-g-a-h-c'-d'    | дорийский (тон I)             | фригийский                 |
| c-d-e-f-g-a-h-c'     | гиполидийский (тон VI)        | лидийский                  |
| H-c-d-e-f-g-a-h      | гипофригийский (тон IV)       | миксолидийский             |
| A-H-c-d-e-f-g-a      | гиподорийский (тон II)        | гиподорийский              |
| d-e-f-g-a-h-c'-d'    | гипомиксолидийский (тон VIII) | —                          |